# Hysteriales
Hysteriales es un orden de hongos en la clase Dothideomycetes, subclase Pleosporomycetidae. Consiste de una única familia, Hysteriaceae.
Los miembros de Hysteriales producen estructuras sexuales elongadas, a menudo con forma de bote con aberturas como corte (histerotecia). Sin embargo las especies con estas estructuras son muy diversas. Las comparaciones basadas en análisis de secuencias de ADN indican que las especies con histerotecia no comparten un único antecesor y por lo tanto las especies con histerotecia se pueden encontrar en varios órdenes de hongos. La nueva definición del orden está basada en las diferencias entre las secuencias de ADN y una combinación de caracteres morfológicos.